# Dragušica
Dragušica (en serbe cyrillique : Драгушица) est un village de Serbie situé dans la municipalité de Knić, district de Šumadija. Au recensement de 2011, il comptait 219 habitants.

## Démographie
| 1948 | 1953 | 1961 | 1971 | 1981 | 1991 | 2002 | 2011 |
| ---- | ---- | ---- | ---- | ---- | ---- | ---- | ---- |
| 404  | 376  | 342  | 343  | 319  | 236  | 247  | 219  |

|  |